# سفارش‌های مختصر
سفارش‌های مختصر (انگلیسی: Short Orders) یک فیلم کمدی صامت آمریکایی است که در سال ۱۹۲۳ منتشر شد.

## بازیگران
- استن لورل
- ماری موسکینی
- ادی بیکر
- جرج رو
- چارلز استیونسون